# Francisco Inácio de Carvalho Moreira
Francisco Inácio de Carvalho Moreira, primeiro e único Barão de Penedo GCC (Penedo, 25 de dezembro de 1815 – Rio de Janeiro, 1.º de abril de 1906) foi um político, diplomata e advogado brasileiro.

## Biografia
Filho do capitão João Moreira de Carvalho e Maria Joaquina de Almeida e Silva, nasceu na então vila de Penedo, na Capitania de Pernambuco (atual estado de Alagoas), às margens do Rio São Francisco, em 25 de dezembro de 1815. Foi casado com dona Carlota Emília de Aguiar e Andrada, sobrinha de José Bonifácio de Andrada e Silva, o Patriarca da Independência do Brasil. Juntos tiveram uma filha, chamada Carlota de Andrada Pinto. Formou-se advogado na Faculdade de Direito de São Paulo em 1839, e depois obteve um doutorado na mesma área pela Universidade de Oxford, sendo o primeiro concedido até então a um cidadão do Novo Mundo. Exerceu a advocacia no Rio de Janeiro.

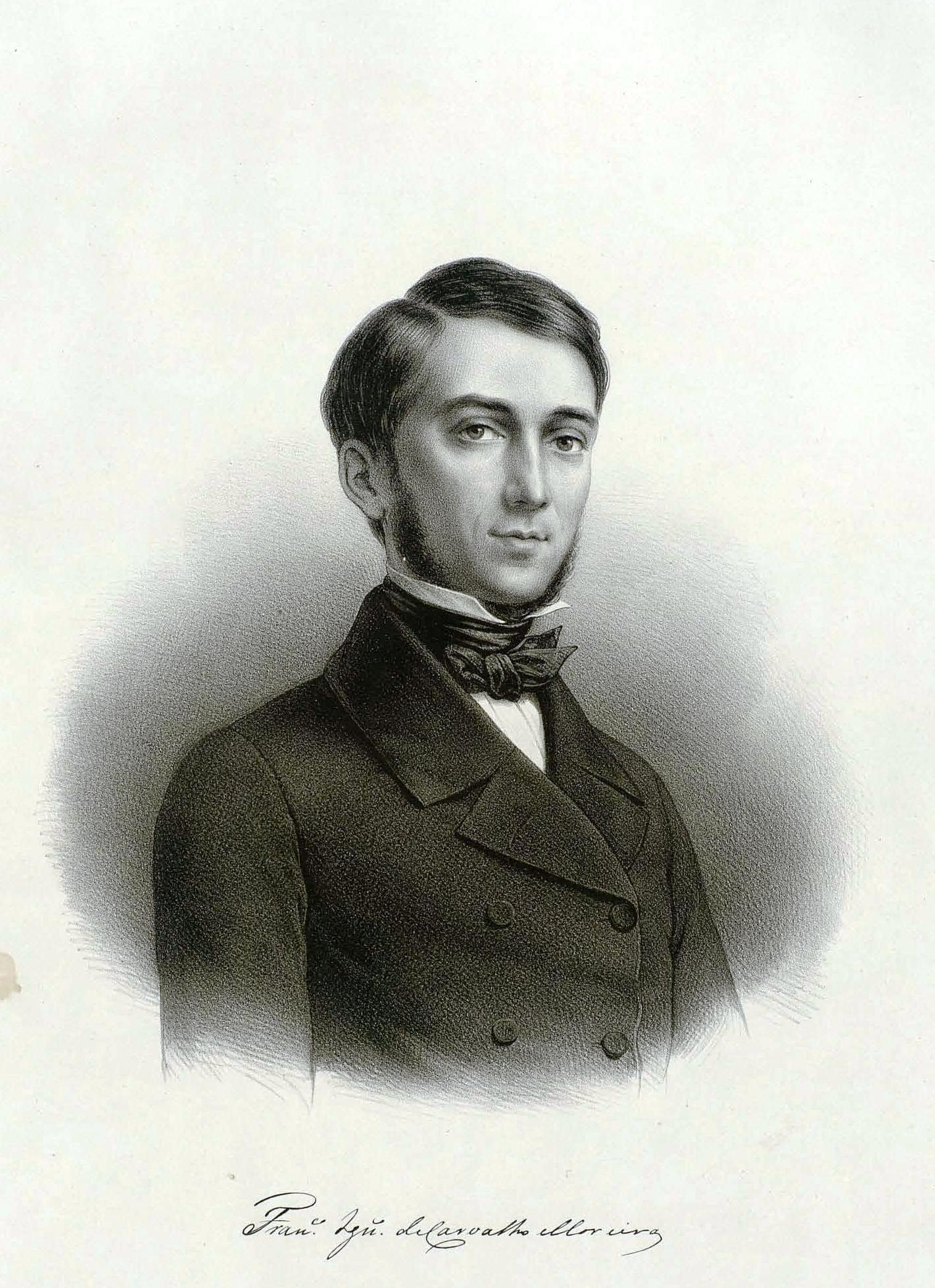
Litografia de Francisco Inácio de Carvalho Moreira.

Foi deputado geral por Sergipe de 1849 a 1852. Em 1852, foi nomeado para representar o Brasil junto aos Estados Unidos, entrando para o serviço diplomático. Exerceu vários cargos na Europa, entre eles o de ministro plenipotenciário no Reino Unido. Distinguiu-se também junto à Santa Sé (1873) na Questão Religiosa, salientando-se também como presidente da Comissão Brasileira na Exposição Universal de Paris. Recebeu do Papa a Grã-Cruz de 1.ª Classe da Ordem de São Gregório Magno de Roma e de Portugal a Grã-Cruz da Ordem de Cristo e Oficial da Imperial Ordem da Rosa.
No Reino Unido, o barão também agiu como intermediário entre o compositor Emil Daniel Friedrich Viktor August Wilhelm (1845-1908) e D. Pedro II. Em 3 de outubro de 1885, comunicou ao Imperador que aquele compositor desejaria oferecer-lhe uma série de composições de sua autoria. Tendo o Imperador aceito a dedicatória, encaminha-lhe a coleção, pela qual Pedro II lhe agradeceu.

## Títulos e honrarias
Título
- Barão de Penedo, por decreto de 29 de julho de 1864.

Honrarias
- Grã-Cruz da Imperial Ordem da Rosa.
- Cavaleiro da Imperial Ordem de Cristo.
- Grã-Cruz da Real Ordem Militar de Cristo.
- Grã-Cruz da Real Ordem Militar de N. S. da Conceição de Vila Viçosa.
- Grã-Cruz da Ordem de S. Gregório Magno.
- Grã-Cruz da Real Ordem de Francisco I.
- Grã-Cruz da Ordem de Medjidié.
- Grã-Cruz da Imperial Ordem do Duplo Dragão.
- Grã-Cruz da Ordem Ernestina de Saxe-Coburgo-Gota.
- Grande Oficial da Ordem Nacional da Legião de Honra.[5]

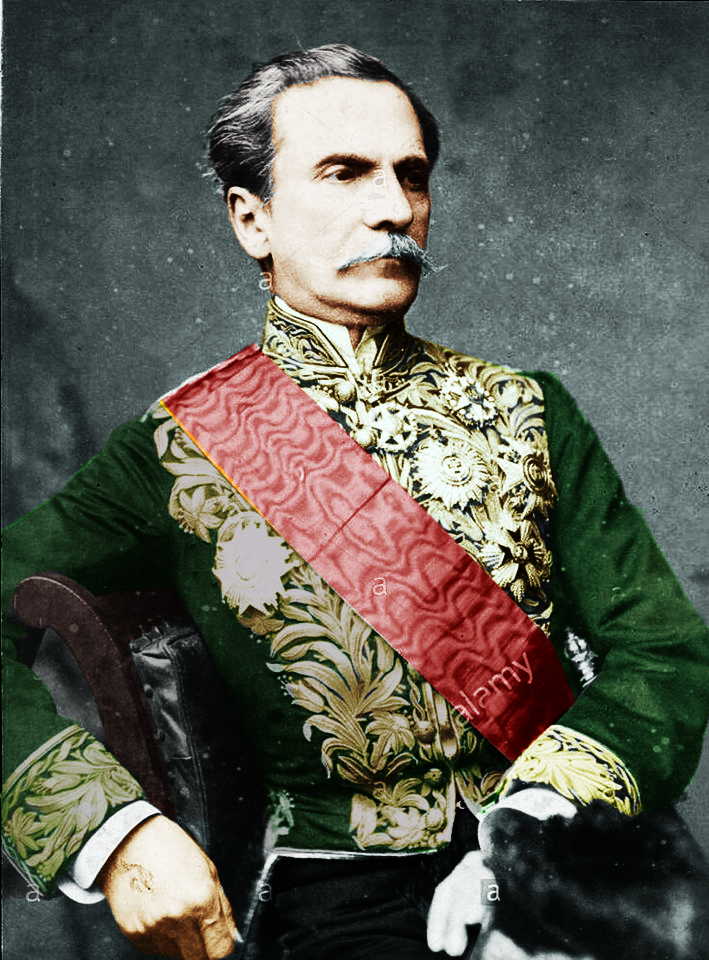